# Családi üzelmek
A Családi üzelmek (eredeti cím: We're the Millers) 2013-ban bemutatott amerikai filmvígjáték, amelyet Rawson Marshall Thurber rendezett. A főszerepeket Jennifer Aniston, Jason Sudeikis, Emma Roberts és Will Poulter alakítják.
Amerikában 2013. augusztus 7-én, Magyarországon pedig augusztus 22-én mutatták be.

## Cselekmény
David Clark, egy piti kábítószerdíler, aki 10 dolláros tételeket árul háziasszonyoknak és irodai dolgozóknak. Kenny Rossmore, David 18 éves szomszédja egyszer észreveszi, hogy a házuk előtt egy lányt többen molesztálni kezdtek, ezért felszólítja őket, hogy hagyják abba. A vitába David is kénytelen bekapcsolódni, ennek során jól megverik és a hátizsákjában lévő 40 ezer dollárt, és a megtakarított 20 ezer dollárját is elveszik. Mivel a drogot neki szállító felsőbb kapcsolatának (Brad Gurdlinger drogbáró – Ed Helms) tartozik, ezért az megbízza, hogy utazzon le Mexikóba, és onnan hozzon el számára egy nagyobb (marihuána) szállítmányt. David kénytelen elvállalni a megbízást.
Rájön, hogy egyedül semmi esélye az akcióra, ellenben ha egy lakókocsival mint család utazna, akkor nem keltene gyanút.
Szomszédja, Sarah "Rose" O'Reilly (Jennifer Aniston), egy sztriptíztáncos éppen otthagyja az állását, mert a kuncsaftokkal le kellene feküdnie, ezen felül a lakását el kell hagynia, mert nem fizette ki a lakbért.
David megkeresi a környéket bóklászó hajléktalan lányt, Casey-t, hogy ezer dollárért adja ki a lányának magát, és Kenny-t, aki a kaland kedvéért csatlakozik a „család”-hoz.
A csapat eljut a mexikói drogbáró erődítményébe, ahol a lakókocsi minden lehetséges helyére kábítószert pakolnak be. A visszafelé úton az első akadály egy korrupt mexikói motoros rendőr, aki némi szexuális ellenszolgáltatás, vagy „egy ezres” fejében hajlandó lenne szemet hunyni. Amikor kiderül, hogy nem ezer dolláról, hanem ezer mexikói pesóról van szó (=kb. 80 amerikai dollár), David kifizeti az összeget.
Nem sokkal később kiderül, hogy a drog Pablo Chacon tulajdona, amit Brad Gurdlinger az ő nevét megadva lényegében ellopott, ezért az igazi Pablo Chacon a lakókocsi nyomába ered egyik emberével. Hamarosan utoléri őket, de a kivégzésük előtt David felfedi, hogy ők nem igazi család, és Rose bemutatja, hogyan szokott táncolni. Ennek végén forró gőzt fúj Chaconra, aki ettől átmenetileg elvakul, ezalatt a családnak sikerül kereket oldania.
Egy hegymenetben a lakókocsi elromlik. Találkoznak egy másik lakókocsis családdal, akik elvontatják őket egy szerelőműhelyhez, az azonban éppen zárva van.
David szeretne minél előbb tovább menni, ezért megpróbálják a másik család kocsikulcsát megszerezni, azok azonban felébrednek a sátrukban és félreértve a helyzetet, szexuális kihívásnak tekintik David és Rose látogatását.
Kennyt megcsípi egy keresztespók a heréjén, ami allergiás reakció következtében hatalmasra duzzad, ezért kórházba kell vinniük. Davidnek már nagyon szűkös a határideje, amikorra le kellene szállítania a drogot, ezért ott akarja hagyni a kórházban Kennyt, a két nő azonban kitart Kenny mellett. Végül David is visszatér a helyszínre.
Felbukkan Pablo Chacon és egyik embere, akit Don harcképtelenné tesz egy kávéskannával. Pablo Chacon le akarja lőni mindegyiküket, David azonban megpróbál a lelkére beszélni, hogy a többieknek semmi közük a dologhoz. Összeverekszenek, végül Kenny bevisz egy ütést, amitől Chacon elájul. Don gyorsan megbilincseli mindkét bűnözőt, ő ugyanis a kábítószer-ellenes osztályon dolgozik.
David leszállítja a több mint egy tonnás kábítószer-szállítmányt. Ekkor kiderül, hogy Brad Gurdlinger csak csalinak mondta neki, hogy félmillió dollárt fog kapni, de valójában nem akart neki pénzt adni. Ekkor DEA-egység szállja meg a helyszínt, és Gurdlingert elvezetik. Az egység parancsnoka Don, aki Davidet „a többi szemtanúval együtt” tanúvédelmi program alá helyezi, így a „Miller család” továbbra is együtt marad.

## Szereplők
| Színész          | Szerep                                                  | Magyar hang        |
| ---------------- | ------------------------------------------------------- | ------------------ |
| Jason Sudeikis   | David Clark drogkereskedő                               | Anger Zsolt        |
| Jennifer Aniston | Sarah "Rose" O'Reilly sztriptíztáncos, David „felesége” | Kökényessy Ági     |
| Will Poulter     | Kenny Rossmore, David tizenéves szomszédja és „fia”     | Penke Bence        |
| Emma Roberts     | Casey Matthis tizenéves szökevény, David „lánya”        | Bogdányi Titanilla |
| Ed Helms         | Brad Gurdlinger drogbáró                                | Forgács Péter      |
| Nick Offerman    | Don Fitzgerald DEA-ügynök                               | Besenczi Árpád     |
| Kathryn Hahn     | Edie Fitzgerald, Don felesége                           | Bertalan Ágnes     |
| Molly C. Quinn   | Melissa Fitzgerald, Don és Edie lánya                   | Csifó Dorina       |
| Tomer Sisley     | Pablo Chacon mexikói drogbáró                           | Pál András         |
| Matthew Willig   | „Félszemű”, Chacon embere                               | Borbiczki Ferenc   |
| Luis Guzmán      | korrupt mexikói rendőr                                  | Törköly Levente    |
| Thomas Lennon    | Rick Nathanson, David főiskolai osztálytársa            | Czvetkó Sándor     |
| Mark L. Young    | Scottie P.                                              | Szvetlov Balázs    |
| Ken Marino       | Todd, sztriptízbár-tulajdonos                           | Zöld Csaba         |
| Laura Leigh      | Kymberly / Mélygarázs, sztriptíztáncos                  | Gulás Fanni        |
| Scott Adsit      | Kennyt kezelő orvos                                     | Széles Tamás       |
| Sam Richardson   | TSA-ügynök                                              |                    |

## Fogadtatás
Az amerikai filmkritikusok véleményét összegző Rotten Tomatoes 47%-ra értékelte 144 vélemény alapján.

## Érdekesség
- A stáblista lefutása alatt a film véletlenül vagy szándékosan elrontott jelenetei láthatók, köztük felhangzik a Jóbarátok című tévésorozat főcímdala, amiben Jennifer Aniston az egyik főszerepet játszotta 1994-2004 között. A filmben ugyanebben a jelenetben a TLC együttes Waterfalls című száma hallható, amit a szereplők aktívan adnak elő.